# تاكاو سوزوكي (ناقد)
تاكاو سوزوكي (باليابانية: 鈴木孝夫؛ بالكانا: すずき たかお) هو لغوي وناقد ياباني، ولد في 9 نوفمبر 1926 في طوكيو في اليابان.